# Citronellylformiat
Citronellylformiat ist ein Terpenoidester der sich von Citronellol und Ameisensäure ableitet.

## Vorkommen

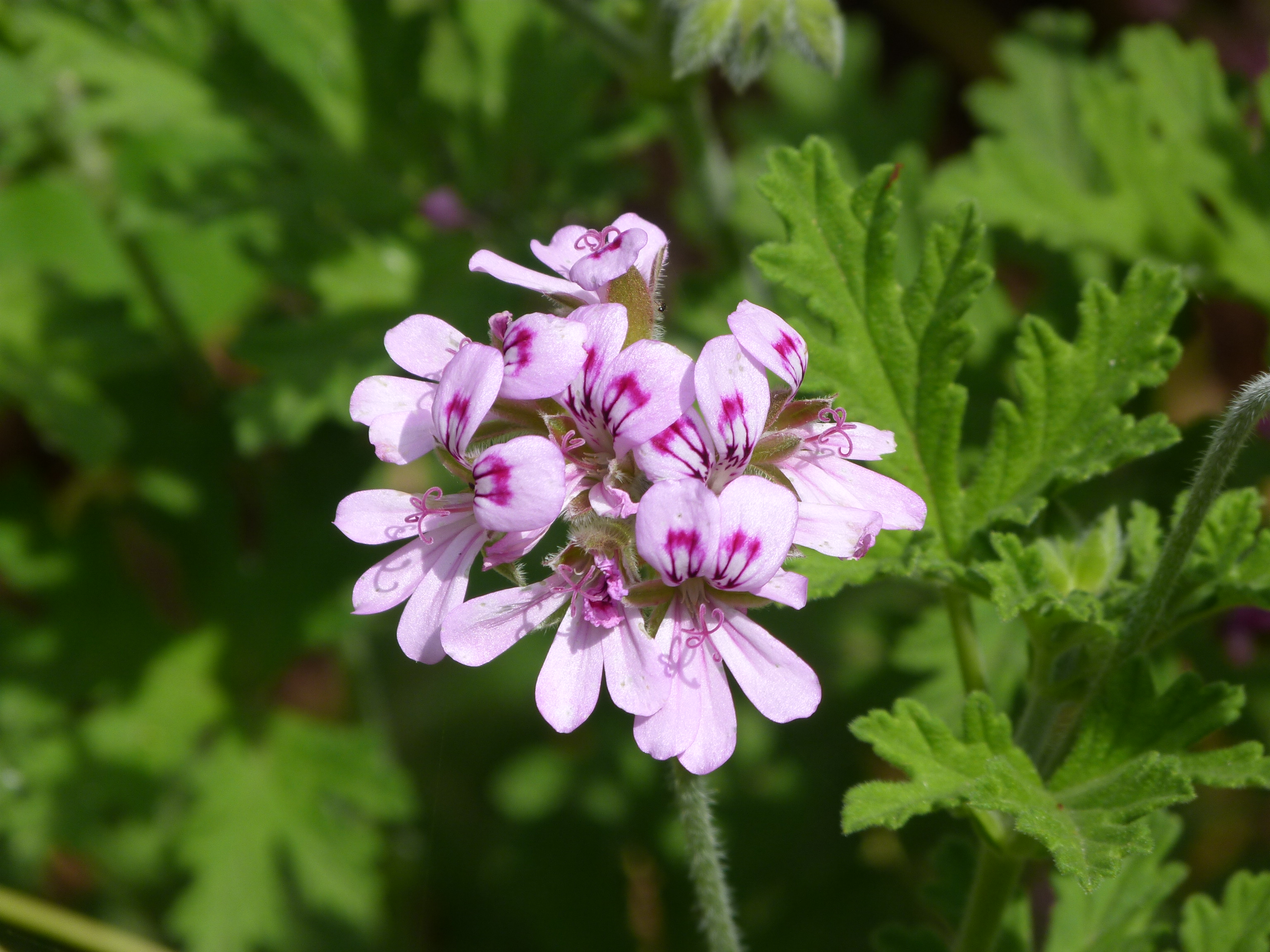
Pelargonium graveolens

Citronellyformiat ist eine wichtige Komponente des Geraniumöls aus Pelargonium graveolens. Der Anteil betrug in zwei Studien um 10 % (9,7 % und 11 %). Citronellyformiat kommt in Kumquats vor, zwar in geringer Menge, ist aber eine charakteristische Komponente.

## Verwendung
Die Verbindung wird als Duftstoff verwendet, die weltweite Verwendungsmenge in diesem Bereich liegt in der Größenordnung 10 bis 100 Tonnen pro Jahr. In der EU ist es unter der FL-Nummer 09.078 als Aromastoff für Lebensmittel allgemein zugelassen und darf für diese Anwendung auch einen Anteil Citronellol enthalten.